# Lew Michailowitsch Galler

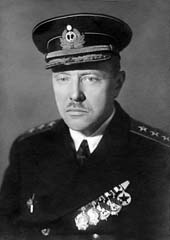
Lew Michailowitsch Galler

Lew Michailowitsch Galler (Leo Julius Alexander Philipp von Haller) (russisch Лев Миха́йлович Га́ллер; * 17. Novemberjul. / 29. November 1883greg. in Wyborg; † 12. Juli 1950 in Kasan) war ein sowjetischer Admiral deutschbaltischer Herkunft.

## Leben und Wirken

### Herkunft und Ausbildung
Er wurde als Sohn des späteren Generals des Ingenieurwesens Michail Ferdinandowitsch von Haller (Michael Ferdinand Haller), dessen Familie in den russischen Verdienstadel aufgestiegen war und seiner Frau, der Pastorentochter Julie Paucker, geboren. Seine mütterlichen Großeltern waren Pastor Hugo Richard Paucker und Louise Charlotte Paucker, geb. Hoffmann. Ein Cousin 1. Grades mütterlicherseits von ihm war der Pastor Walther Paucker, der 1919 in Estland von Bolschewiki getötet wurde und an den am Rigaer Märtyrerstein unter anderen gedacht wird.
Die Eltern Hallers wurden auf dem lutherischen Teil des Smolensker Friedhofes in Sankt Petersburg begraben.:S. 140, 152 Seine väterliche Familie war in der Familiengruft auf dem Wolkowo-Friedhof zur Ruhe gelegt worden.:S. 49 Sein jüngerer Bruder, Werner, der als russischer Offizier diente, fiel in der Schlacht bei Gorlice-Tarnów.:S. 90
Nach Abschluss des Gymnasiums in Tiflis begann Galler 1902 seine Ausbildung in der Seekadettenanstalt. Am 21. Februar 1905 wurde er als Mitschman aus der Seekadettenanstalt entlassen, und am 27. April 1905 als Wachoffizier des Kreuzers Asia eingesetzt.:S. 98
Ende 1905 bis Anfang 1906 während der Russischen Revolution von 1905 nahm er als Mitschman an einem Feldzug im Gouvernement Estland teil, wo er als Marinezugführer nach Waffen und Revolutionären suchte.:S. 24–27
1906 diente er auf der General-Admiral und auf dem russischen Kreuzer Gerzog Edinburgskij (Herzog von Edinburgh), wo er an einer Fahrt im Atlantik und im Mittelmeer teilnahm. 1907 folgte Dienst auf der Slawa.:S. 29–33 Am 13. Dezember 1908 wurde er vor der Küste Siziliens an Bord der Slawa zum Leutnant zur See ernannt.:S. 44 Im November 1908 bei einer Übung vor Liepāja mit Admiral Nikolai Ottowitsch von Essen an Bord der Slawa zeichnete Galler sich aus. Deswegen rief ihn Admiral Essen zu sich und im Gespräch riet er Galler, an einem Schießlehrgang teilzunehmen.:S. 47–48 1912 schloss er den Marineoffizierschießlehrgang ab und wurde im selben Jahr zum Oberleutnant zur See ernannt. Er diente dann als Artillerieoffizier auf der Andrej Perwoswannij (Apostel Andreas).:S. 47–48

### Erster Weltkrieg, Revolution und Bürgerkrieg
Im August 1915 beim Vorstoß in die Rigaer Bucht an Bord der Slawa bekam Galler seine Feuertaufe.:S. 93
1917 nahm er als Kapitän 2. Ranges an Bord des Linienschiffes Slawa an der Schlacht im Moonsund teil.:S. 113 Seit Oktober 1917 war er Kommandeur des Zerstörers Turkmenez Stawropolskij:S. 124–125 und als Kommandeur dieses Schiffes ging er nach der Oktoberrevolution zu den Bolschewiki über.:S. 98
1918 nahm er am Eismarsch der Baltischen Flotte teil:S. 132–141 und übernahm das Kommando des Zerstörers Metscheslaw:S. 144 und seit Februar 1919 des Kreuzers Bajan:S. 151. Im April wurde er Kommandeur der Andrej Perwoswannij.:S. 153 Im Juni 1919 nahm er an der Niederschlagung der Festung Krasnaja Gorka während des Russischen Bürgerkrieges, westlich von Lomonossow gegenüber der Kotlin Insel, teil, wo die Andrej Perwoswannij die Festung unter Beschuss nahm.:S. 166–172:S. 98

### Offizierslaufbahn
Seit April 1920 war er Stabschef der vorhandenen Schiffe der Baltischen Flotte,:S. 181, und seit dem 15. April 1921 Stabschef der sowjetischen Marinestreitkräfte in der Ostsee:S. 190, wo er bis zum Oktober 1925 diente, bevor er zur Weiterbildung abkommandiert wurde.
Im April 1926 schloss er seine akademischen Kurse an der Marineakademie ab, worauf er auf seinen Posten als Stabschef der Marinestreitkräfte in der Ostsee zurückkehrte.:S. 222
Während des Kronstädter Matrosenaufstandes blieb Galler hauptsächlich in Petrograd, um Kontrolle über die unter ihm stehenden Einheiten zu bewahren und um militärische Pläne auszuarbeiten. Am 19. März kam er nach Kronstadt, um die Schäden zu begutachten und die dortigen Kriegsschiffe, Petropawlowsk, Sewastopol und Andreij Perwoswannij wieder in Stand zu setzen und die Offiziere und Mannschaften auszuwechseln. Die Gefangenen wurden von der Tscheka entweder hingerichtet oder in den so-genannten Arbeitsverbessungslager geschickt.:S. 186–190
Seit dem 17. November 1927 Kommandeur der Schlachtschiffe in der Ostsee:S. 227 und seit März 1930 Befehlshaber der Baltischen Flotte.:S. 257 Als Kommandeur der Schlachtschiffe in der Ostsee befehligte er die Verlegungsfahrt vom 22. November 1929 bis 18. Januar 1930 des Schlachtschiffes Parischskaja Kommuna (Pariser Kommune) und des leichten Kreuzers Profintern (später Krasnyj Krim) von Kronstadt nach Sewastopol, um die Schwarzmeerflotte zu verstärken.:S. 238–251
Ab Januar 1937 wurde er zum stellvertretenden Volkskommissar der Roten Flotte ernannt.:S. 412 In diesem Posten überlebte er die Säuberungen, die auch in den Offiziersrängen der sowjetischen Marine in dieser Zeit durchgeführt wurden. Seit Januar 1938 bekleidete er den Posten des Stabschefs der Marine.:S. 291, 413 Zusammen mit Volkskommissar Admiral Nikolai Gerassimowitsch Kusnezow wurden unter deren Führung die Sowjetmarine aufgerüstet und modernisiert.:S. 306
Nach der Unterzeichnung des Molotow-Ribbentrop-Paktes am 23./24. August 1939 kam das Gesuch Japans um einen Waffenstillstand nach der Niederlage im Japanisch-Sowjetischen Grenzkonflikt am 9. September 1939. Daraufhin wurde Galler von Kusnezow informiert, dass das UdSSR-Außenministerium mit Estland, Lettland und Litauen im Verhandlungsprozess sei, um Verträge über gegenseitige Hilfe auszuarbeiten. In diesem Sinne hat auch Marschall Boris Schaposchnikow wegen Marinestützpunkten in diesen Ländern angedeutet. Galler hat umgehend die Arbeit selbst aufgenommen, Pläne, Karten und Vorbereitungen auszuarbeiten, um dieses Vorhaben zu ermöglichen, Kriegsschiffe, Marinefliegerverbände, und Küstenartillerieeinheiten zu verlegen. Die Häfen, die für diese Zwecke vorgesehen wurden, waren Tallinn, Paldiski, Dünamünde (Stadtteil von Riga), Ventspils und Liepāja. Schon am 29. September 1939 ernannte Stalin Kusnezow, Galler und Iwan Issakow als Leiter einer Kommission, die mit der militärischen Führungen in Estland und Lettland Vereinbarungen in diesem Bereich treffen sollte, wobei Galler die nötigen Stützpunkte auf der Karte Stalin zeigte.:S. 309–310
Am 28. September 1939 wurde der Deutsch-Sowjetische Grenz- und Freundschaftsvertrag in Moskau unterzeichnet. Am selben Tag wurde der Gegenseitigehilfsvertrag mit Estland unterzeichnet. Ähnliche Verträge wurden am 5. Oktober 1939 mit Lettland und am 10. Oktober 1939 mit Litauen unterzeichnet.:S. 309–310 Im Juli 1940 wurde aus den drei Baltischen Staaten, die jetzt den Status als Unionsrepubliken der UdSSR besaßen, der Baltische Militärbezirk gebildet.:S. 317
Während den Verhandlungen mit Finnland 1939 bekam Galler die Anweisung von Volkskommissar Kusnezow einen Bericht zu erstellen, wie die Halbinsel Hanko in früheren Zeiten als Marinestützpunkt verwendet wurde.:S. 312 Die Verhandlungen zwischen der UdSSR und Finnland kamen nicht zu einem Ergebnis, so dass am 30. November 1939 die UdSSR den Winterkrieg mit Finnland anfing. In einer Anweisung von Galler ausgearbeitet und von Kusnezow bestätigt, wurde die Baltische Flotte damit beauftragt, der Roten Armee durch Artilleriefeuer entlang der Küste Unterstützung zu leisten. Um den Kommandeur der Baltischen Flotte, Wladimir Tribuz, zu unterstützen, kam Galler mit Issakow öfters von Moskau nach Leningrad.:S. 313 Am 19. Dezember 1939 fuhr Galler an Bord des Schlachtschiffes Marat (ehemals Petrowpawlowsk), als dieses die Festung Saarenpää auf den Beresowye Inseln (Koivisto, finnisch / Björkö, schwedisch) bei Wyborg unter Beschuss nahm.:S. 314
Auf Wunsch Stalins wurde Galler als Chef des Marine-Generalstabs durch Iwan Issakow ersetzt. Volkskommissar Kusnezow stimmte zu.:S. 321 Issakow war dadurch der 1. Stellvertreter von Kusnezow und Galler war jetzt der 2. Stellvertreter.:S. 322 Am 15. November 1940 wurde er zum Stellvertretenden Volkskommissar für Schiffsbau und Beschaffung der sowjetischen Seekriegsflotte ernannt.:S. 323, 413 Während des Zweiten Weltkriegs leitete er die Ausarbeitung neuer Schiffstypen und den Bau neuer Schiffe für die Sowjetmarine.
Im Februar 1947 wurde er zum Leiter der Krylow Seekriegsakademie für Schiffbau und Bewaffnung ernannt.:S. 99 Er zog daher mit seinen Schwestern wieder nach Leningrad.:S. 384–385

### Ehrengericht, Tod und Rehabilitierung
In einem möglicherweise ähnlichen Fall wie mit Marschall Georgi Konstantinowitsch Schukow und Hauptmarschall der sowjetischen Luftstreitkräfte Alexander Nowikow wurde auch Admiral Kusnezow nach dem Ende des Zweiten Weltkrieges verfolgt und die Leute um ihn wie Admiral Galler in Mitleidenschaft gezogen.
Am 19. Dezember 1947 wurde Galler zusammen mit den Admirälen Nikolai Kusnezow, Wladimir Alafusow und Georgi Stepanow in dem sogenannten Fall der vier Admiräle vor ein Ehrengericht gestellt. Sie wurden beschuldigt, 1944 Großbritannien und den USA technische Daten über akustisch gelenkte Torpedos weitergegeben zu haben.:S. 99 Die Torpedos stammten vom deutschen U-Boot U 250, das am 30. Juni 1944 vor Primorsk (Björkö / Koivisto-Sund) versenkt und im September 1944 von der Sowjetmarine gehoben wurde. Das Ehrengericht befand die Admiräle für schuldig und reichte den Fall an das Militärkollegium des Obersten Gerichtshofs der UdSSR weiter. Admiral Galler wurde am 3. Februar 1948 zu vier Jahren Freiheitsentzug verurteilt.:S. 102
Er starb am 12. Juni 1950 im Gefängniskrankenhaus in Kasan. Er wurde auf dem Arskoje-Friedhof in Kasan begraben, die Grabstätte ist unbekannt. Galler wurde 1953 rehabilitiert und sein Rang wieder hergestellt. 1999 wurde auf dem Friedhof ein Grabstein aufgestellt.

## Orden und Ehrenzeichen
- Leninorden (22. Februar 1938, 16. November 1943, 21. Februar 1945)
- Rotbannerorden (1933, 21. April 1940, 3. November 1944, 6. November 1947)
- Uschakoworden (25. September 1944, 28. Juni 1945)
- Orden des Roten Sterns (23. Dezember 1935)
- Medaille „Für die Verteidigung Moskaus“
- Medaille „Sieg über Deutschland“
- Medaille „Für den Sieg über Japan“
- Medaille „Für heldenmütige Arbeit im Großen Vaterländischen Krieg 1941–1945“
- Jubiläumsmedaille „XX Jahre Rote Arbeiter-und-Bauern-Armee“
- Medaille „Andenken an 800-Jahre Moskau“
- Grünwaldkreuzorden I Klasse (VR Polen)
- Russischer Orden des Heiligen Stanislaus II Klasse mit Schwerten (1916)
- Russischer Orden der Heiligen Anna III Klasse (1913)
- Russischer Orden des Heiligen Stanislaus III Klasse (1909)

## Trivia
Im Film, Das unvergeßliche Jahr 1919, werden die Ereignisse um Kronstadt und Galler für Propagandazwecke genutzt.